# Petra Constanze Pithan
Petra Constanze Pithan (geboren 1984) ist eine deutsche Golferin und Behindertensportlerin. Sie repräsentierte Deutschland bei den Special Olympics World Summer Games 2023 in Berlin und gewann dort eine Silbermedaille.

## Leben und sportliche Erfolge
Pithan arbeitet als Hotelangestellte. Sie trainiert im Golf Club Paderborner Land und beim Golfclub Bielefeld e. V.
2016 nahm die Golferin an den Special Olympics Deutschland Sommerspielen in Hannover und 2018 in Kiel teil, dazu mehrmals an regionalen Spielen.
Bei den Special Olympics World Summer Games 2019 in Abu Dhabi erreichte sie in der Leistungsklasse Level 4 D06 den vierten Platz.
Bei den Special Olympics Deutschland Sommerspielen 2022 in Berlin trat sie für die Delegation aus Nordrhein-Westfalen an. Im höchsten Level 5, einem Zählspiel über 18 Löcher, D03 qualifizierte sie sich mit einer Silbermedaille für die Weltspiele im folgenden Jahr.
Bei den Special Olympics World Summer Games 2023 in Berlin gewann Pithan in der 9-Loch-Einzelwertung der Damen in Level 4 D07 eine Silbermedaille.